# Квантовый гармонический осциллятор
Ква́нтовый гармони́ческий осцилля́тор — физическая модель в квантовой механике, представляющая собой параболическую потенциальную яму для частицы массой {\displaystyle m} и являющаяся аналогом простого гармонического осциллятора. При анализе поведения данной системы рассматриваются не силы, действующие на частицу, а гамильтониан, то есть полная энергия осциллятора, причём потенциальная энергия предполагается квадратично зависящей от координат. Учёт следующих слагаемых в разложении потенциальной энергии по координате ведёт к понятию ангармонического осциллятора. 

## Одномерный гармонический осциллятор

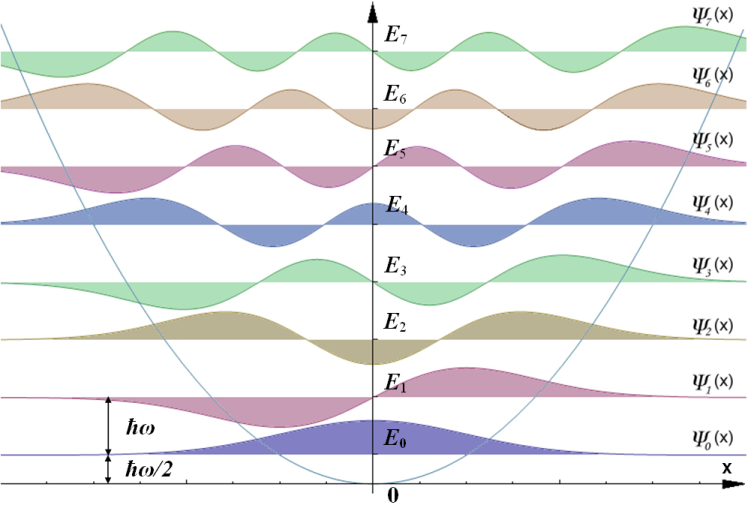
Волновые функции в координатном представлении первых восьми состояний,. По горизонтали отложена координата, по вертикали — значение волновой функции. Графики не нормированы.

Гамильтониан квантового осциллятора массой {\displaystyle m}, собственная частота которого {\displaystyle \omega }, выглядит так:
{\displaystyle \!{\hat {H}}={\frac {{\hat {p}}^{2}}{2m}}+{\frac {m\omega ^{2}{\hat {q}}^{2}}{2}}}
В координатном представлении оператор импульса имеет вид {\displaystyle {\hat {p}}=-i\hbar \partial /\partial x} , а оператор координаты {\displaystyle {\hat {q}}=x}. Через {\displaystyle \hbar } обозначена редуцированная постоянная Планка, через {\displaystyle i} — мнимая единица. 
Задача отыскания уровней энергии гармонического осциллятора сводится к нахождению чисел {\displaystyle E}, при которых дифференциальное уравнение в частных производных
{\displaystyle -{\frac {\hbar ^{2}}{2m}}{\frac {\partial ^{2}}{\partial x^{2}}}\psi (x)+{\frac {m\omega ^{2}x^{2}}{2}}\psi (x)=E\psi (x)}
имеет решение в классе квадратично интегрируемых функций. Здесь {\displaystyle \psi (x)} — волновая функция. Для 
{\displaystyle E=E_{n}=\hbar \omega \left(n+{1 \over 2}\right)\ ,\ n=0,1,2,\ldots }
решение имеет вид:
{\displaystyle \psi =\psi _{n}(x)={\frac {1}{\sqrt {2^{n}n!}}}\cdot \left({\frac {m\omega }{\pi \hbar }}\right)^{1/4}\cdot \exp \left(-{\frac {m\omega x^{2}}{2\hbar }}\right)\cdot H_{n}\left({\sqrt {\frac {m\omega }{\hbar }}}x\right),}
функции {\displaystyle H_{n}} — полиномы Эрмита:
{\displaystyle H_{n}(x)=(-1)^{n}e^{x^{2}}{\frac {d^{n}}{dx^{n}}}e^{-x^{2}}}.
Данный спектр значений {\displaystyle E} заслуживает внимания по двум причинам: во-первых, уровни энергии дискретны и равноотстоящи (эквидистантны), то есть разница в энергии между двумя соседними уровнями постоянна и равна {\displaystyle \hbar \omega }; во-вторых,  наименьшее значение энергии равно {\displaystyle \hbar \omega /2}. Этот уровень называют основным, вакуумом, или уровнем нулевых колебаний.
Гамильтониан гармонического осциллятора можно также записать вводя операторы рождения и уничтожения ({\displaystyle {\hat {a}}^{+}} и {\displaystyle {\hat {a}}}, соответственно)
{\displaystyle {\hat {a}}^{+}={\frac {1}{\sqrt {2m\hbar \omega }}}(m\omega x-i{\hat {p}}),\quad {\hat {a}}={\frac {1}{\sqrt {2m\hbar \omega }}}(m\omega x+i{\hat {p}})},
сопряжённые друг другу. Их коммутатор равен 
{\displaystyle [{\hat {a}},{\hat {a}}^{+}]={\hat {a}}{\hat {a}}^{+}-{\hat {a}}^{+}{\hat {a}}={\frac {i}{\hbar }}({\hat {p}}{\hat {q}}-{\hat {q}}{\hat {p}})=1}.
С помощью операторов рождения и уничтожения гамильтониан обретает компактный вид
{\displaystyle {\hat {H}}=\hbar \omega \left({\hat {a}}^{+}{\hat {a}}+{\frac {1}{2}}\right)=\hbar \omega \left({\hat {n}}+{\frac {1}{2}}\right)},
где {\displaystyle {\hat {n}}={\hat {a}}^{+}{\hat {a}}} — оператор номера уровня (чисел заполнения). Собственные векторы записанного гамильтониана являются фоковскими состояниями, а представление решения задачи в таком виде называется «представлением числа частиц».

## Неодномерный гармонический осциллятор
Если колебания независимо происходят вдоль всех трёх декартовых координат ({\displaystyle x}, {\displaystyle y}, {\displaystyle z}), уравнение Шрёдингера становится трехмерным, но возможно разделение переменных — и для каждой из координатных осей получается одномерное уравнение. В результате волновые функции будут записываться в форме 
{\displaystyle \psi _{n_{x},n_{y},n_{z}}(x,\,y,\,z)=\psi _{n_{x}}(x)\psi _{n_{y}}(y)\psi _{n_{z}}(z)},
где функции-сомножители справа имеют вид, обсуждавшийся выше. При этом энергии уровней составят
{\displaystyle E_{n_{x},n_{y},n_{z}}=\hbar \omega \left(n_{x}+n_{y}+n_{z}+{\frac {3}{2}}\right)},
где {\displaystyle n_{x}}, {\displaystyle n_{y}}, {\displaystyle n_{z}} — неотрицательные целые числа. Уровни, кроме нулевого, оказываются вырожденными, так как одна и та же величина энергии может достигаться несколькими комбинациями чисел.

## Ангармонический осциллятор
Под ангармоническим осциллятором понимают осциллятор с неквадратичной зависимостью потенциальной энергии от координаты. Простейшим приближением ангармонического осциллятора является приближение потенциальной энергии до третьего слагаемого в ряде Тейлора:
{\displaystyle {\hat {H}}={{\hat {p}}^{2} \over 2m}+{1 \over 2}m\omega ^{2}{\hat {q}}^{2}+\lambda {\hat {q}}^{3}},
где {\displaystyle \lambda =\,\,}сonst. Точное решение задачи о спектре энергии такого осциллятора довольно трудоёмкое, однако можно вычислить поправки к энергии, если предположить, что кубическое слагаемое мало по сравнению с квадратичным, и воспользоваться теорией возмущений.
В представлении операторов рождения и уничтожения (представление вторичного квантования) кубическое слагаемое равно
{\displaystyle \lambda \left({\hbar  \over 2m\omega }\right)^{3 \over 2}({\hat {a}}+{\hat {a}}^{+})^{3}.}
Этот оператор имеет нулевые диагональные элементы, а потому первая поправка теории возмущений отсутствует. Вторая поправка к энергии произвольного невакуумного состояния {\displaystyle \left|\psi _{E}\right\rangle } равна
{\displaystyle \Delta E^{(2)}=\lambda ^{2}\left\langle \psi _{E}\right|q^{3}{1 \over E-\hbar \omega /2}q^{3}\left|\psi _{E}\right\rangle .}

## Многочастичный квантовый осциллятор
В простейшем случае взаимодействия нескольких частиц можно применить модель многочастичного квантового осциллятора, подразумевая взаимодействие соседних частиц по квадратичному закону:
{\displaystyle {\hat {H}}=\sum _{i=1}^{N}{{\hat {p}}_{i}^{2} \over 2m}+{1 \over 2}m\omega ^{2}\sum _{i<j}^{N}({\hat {q}}_{i}-{\hat {q}}_{j})^{2}}
Здесь под  {\displaystyle {\hat {q}}_{i}} и  {\displaystyle {\hat {p}}_{i}} подразумеваются отклонение от положения равновесия и импульс  {\displaystyle i}-той частицы. Суммирование ведётся только по соседним частицам.
Такая модель приводит к теоретическому обоснованию фононов — Бозе-квазичастиц, наблюдающихся в твёрдом теле.

## Переходы под влиянием внешней силы
Под влиянием внешней силы {\displaystyle f(t)} квантовый осциллятор может переходить с одного уровня энергии ({\displaystyle n}) на другой ({\displaystyle m}). Вероятность этого перехода {\displaystyle W_{n,m}(t)} для осциллятора без затухания даётся формулой
{\displaystyle W_{n,m}(t)={\frac {n!}{m!}}|\delta |^{2(n-m)}\exp \left(-|\delta ^{2}|\left(L_{n}^{m-n}(|\delta |^{2})\right)^{2}\right)},
где функция  {\displaystyle \delta (t)} определяется как
{\displaystyle \delta (t)=-il\hbar \int \limits _{0}^{t}{f(\tau )\exp(i\omega \tau )d\tau }},
а {\displaystyle L_{m}^{m-n}} — полиномы Лагерра.